# Thelymitra carnea
Thelymitra carnea är en orkidéart som beskrevs av Robert Brown. Thelymitra carnea ingår i släktet Thelymitra och familjen orkidéer. Inga underarter finns listade i Catalogue of Life.